# Дев'ятисил Біберштайна
Дев'ятисил Біберштайна, відкасник Біберштейна (Carlina biebersteinii) — вид рослин з родини айстрових (Asteraceae), поширений у Європі, центральній Азії, Сибіру, Туреччині, Кавказі.

## Опис
Дворічна рослина 50–120 см заввишки. Стебло високе, негусто облистяне. Листки цілісні, на краю війчасто- або пилчато-колючі; колючі зубці на листках до 4 мм завдовжки. Віночок близько 9–10 мм довжиною, з зубцями близько 1–1.5 мм завдовжки, зазвичай темно-пурпурові, дуже рідко жовто-пурпурові. Прикореневі листки довго-черешкові, нерозділені, зелені, від ланцетних до лінійно-ланцетних, 4–15 × 0.5–2 см. Стеблові листки сидячі. Квіткових голів від 1 до кількох. Сім'янки довгасті, 2–4 мм; папуси білуваті. 2n = 20.

## Поширення
Поширений у Європі, центральній Азії, Сибіру, Туреччині, Кавказі.
В Україні вид зростає на степових і кам'янистих схилах, по чагарниках, на узліссях і галявинах — в Закарпатті, Розточчі-Опіллі, Поліссі й Лісостепу, рідко в Степу (Харківська обл., Куп'янськ); дубильна рослина.